# Otto Hintze

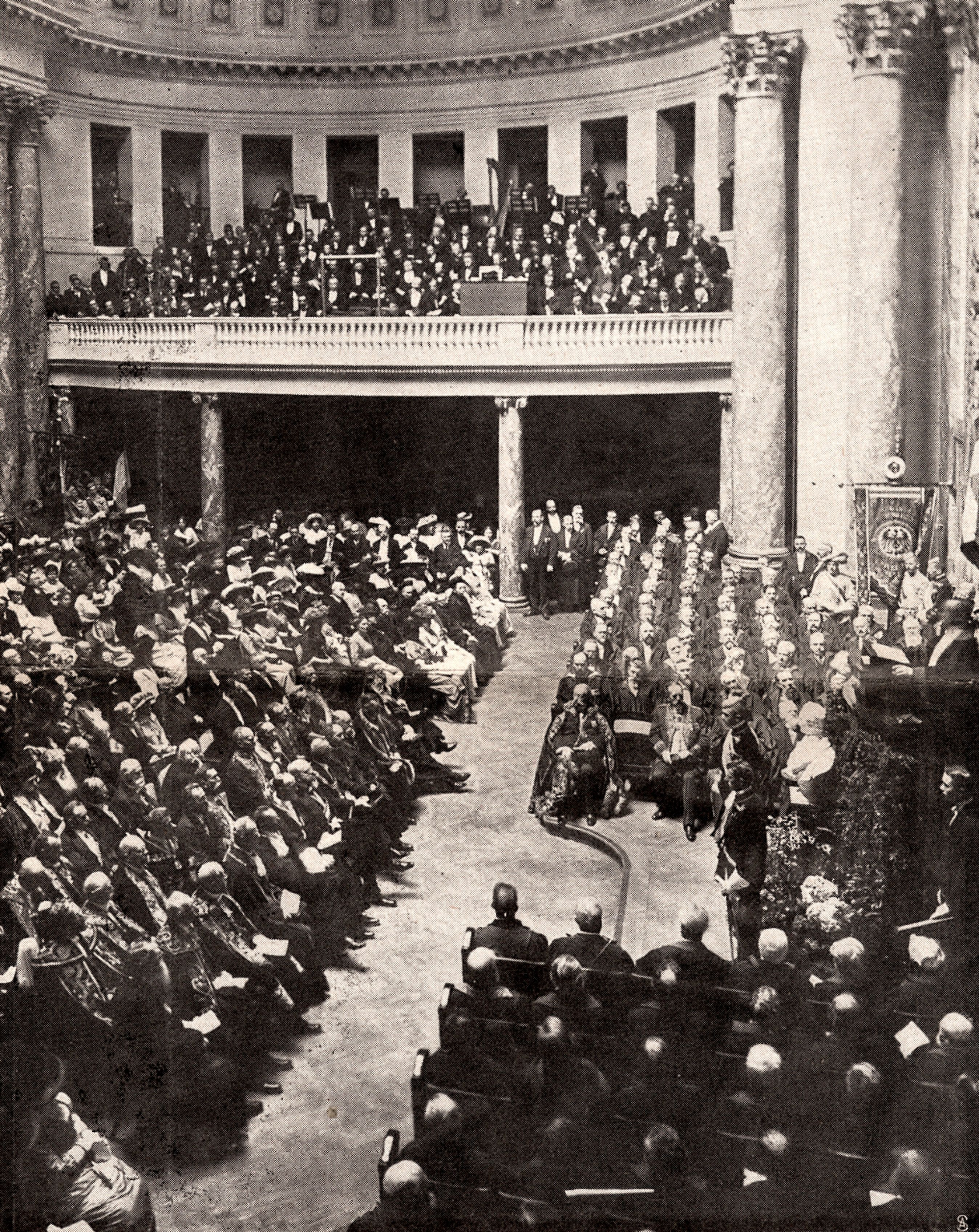
Otto Hintze spricht (1913)

Otto Hintze (* 27. August 1861 in Pyritz, Pommern; † 25. April 1940 in Berlin) war ein deutscher Historiker. Hintze gilt als einer der bedeutendsten deutschen Sozialhistoriker aus der Zeit des späten Deutschen Kaiserreiches und der Weimarer Republik wie auch als Wegbereiter einer modernen politischen Strukturgeschichte.

## Leben

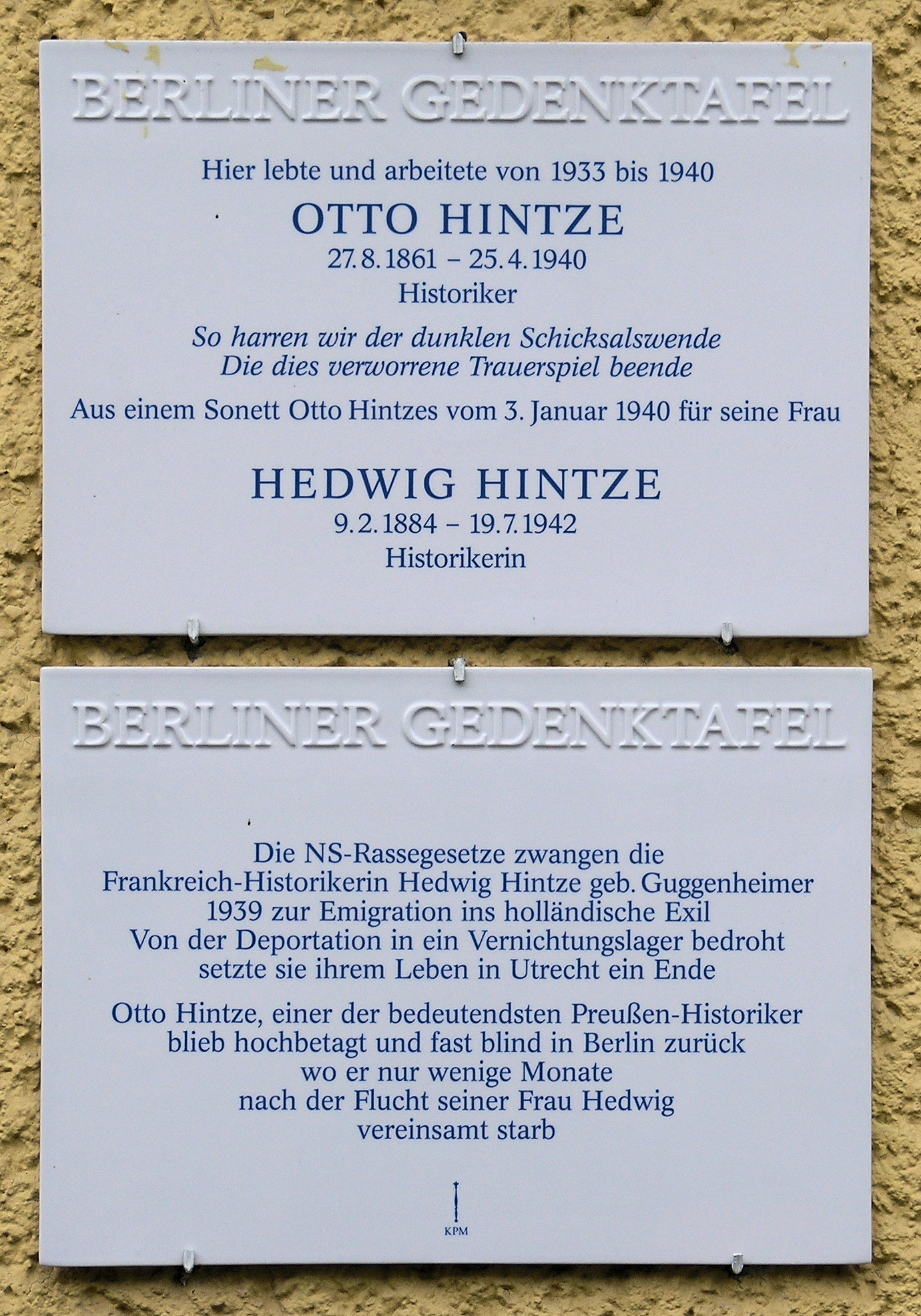
Berliner Gedenktafel am Haus, Kastanienallee 28, in Berlin-Westend

Hintze, Sohn eines mittleren Beamten, studierte in den 1880er Jahren zunächst an der Universität Greifswald und dann in Berlin u. a. bei Johann Gustav Droysen. Während seines Studiums wurde er Mitglied der Burschenschaft Germania Greifswald. 1884 erfolgte seine Promotion bei Julius Weizsäcker mit dem Thema Das Königtum Wilhelms von Holland. Anschließend studierte er sechs Semester Rechts- und Staatswissenschaften, u. a. bei Rudolf von Gneist in einem Zweitstudium. Hintze arbeitete auf Anregung von Gustav Schmoller zwischen 1887 und 1910 an dem großangelegten Editionsprojekt zur preußischen Verwaltungsgeschichte des 18. Jahrhunderts, der Acta Borussica, mit, edierte sieben Aktenbände und verfasste zwei Darstellungen. Nach seiner Habilitation im Jahre 1895 wurde er 1899 zunächst zum außerordentlichen Professor, 1902 schließlich zum Ordinarius für Verfassungs-, Verwaltungs-, Wirtschaftsgeschichte und Politik in Berlin berufen. Diese Professur gab Hintze wegen gesundheitlicher Probleme 1920 auf. In den 1920er Jahren veröffentlichte er einige ausführliche Rezensionen zu den Werken von Max Weber, Franz Oppenheimer, Max Scheler und Hans Kelsen sowie zu einigen grundlegenden Fragen der allgemeinen Verfassungs- und Sozialgeschichte.
1912 heiratete Hintze seine Studentin Hedwig Guggenheimer, die aus einer Münchener jüdischen Bankiersfamilie stammte. Der zunehmend unter einer Herzkrankheit und einer Sehschwäche leidende Hintze war wenige Jahre später auf die Unterstützung seiner Frau bei der wissenschaftlichen Arbeit angewiesen. Er diktierte und sie schrieb seine Manuskripte. Gleichzeitig verfolgte sie selbst eine eigene wissenschaftliche Karriere, promovierte über die französische Verfassungsgeschichte bei Friedrich Meinecke und habilitierte sich an der Berliner Universität.
1913 hielt Hintze in der Aula der Berliner Universität die Festansprache zum 25-jährigen Thronjubiläum von Kaiser Wilhelm II. 1915 veröffentlichte er die Jubiläumsschrift zum 500sten Thronjubiläum der Hohenzollern.
Nach der Machtübernahme der Nationalsozialisten stellte Hintze seine Publikationstätigkeit fast ganz ein. Seine Frau Hedwig wurde nun durch den Staat verfolgt. Ihre Lehrberechtigung wurde vom Kultusministerium außer Kraft gesetzt. Als sie 1933 durch Friedrich Meinecke aus der Redaktion der Historischen Zeitschrift entlassen wurde, weil sie aus einer Familie jüdischer Herkunft stammte, legte Hintze seine Mitherausgeberschaft nieder. 1938 kam er seiner eigenen Entfernung aus der Preußischen Akademie der Wissenschaften, der er seit 1914 angehörte, durch einen Austritt zuvor. Vorher hatte ihm Max Planck einen Fragebogen der Akademie zu seiner „Rassenzugehörigkeit“ zugesandt:

„Der Einfachheit halber stelle ich ergebenst anheim, den beiliegenden Fragebogen auszufüllen
und auf ihm Ihre etwaige Erklärung zu vermerken.
Der Vorsitzende Sekretär
Planck“

Der Fragebogen hatte folgenden Inhalt:

„Sind Sie jüdischer Mischling? Ja Nein

Sind Sie jüdisch versippt? Ja Nein

Nichtzutreffendes ist durchzustreichen.

(Als jüdischer Mischling gilt, wer einen oder mehrere volljüdische Grosselternteile besitzt. Als jüdisch versippt gilt derjenige, dessen Ehefrau Jüdin oder jüdischer Mischling ist.)

Unterschrift“

Die ihrer Arbeitsmöglichkeiten in Deutschland beraubte und diskriminierte Hedwig Hintze versuchte sich im Ausland eine Existenz aufzubauen. Otto Hintze musste wegen seines Alters und seiner Krankheiten in Berlin bleiben. Sie blieben bis in den Tod eng verbunden. So pendelte Hedwig Hintze von 1933 bis 1939 zwischen Paris und Berlin hin und her. 1939 emigrierte sie kurz vor Kriegsausbruch in die Niederlande, aber auch dort konnte sie sich nicht beruflich etablieren. Ende April 1940 starb Otto Hintze weitgehend isoliert und zurückgezogen lebend in Berlin. Damit war Hedwig Hintze ihres Schutzes vor einer Deportation beraubt, der ihr als Ehefrau eines sogenannten Ariers einigermaßen sicher gewesen war. Am 19. Juli 1942, zwei Jahre nach dem Tod ihres Mannes, wählte Hedwig Hintze in Utrecht unter nicht geklärten Umständen den Freitod – möglicherweise kurz vor der Deportation und der Ermordung durch die Nazis.

## Rezeption
Die Geschichtswissenschaft hat nach dem Zweiten Weltkrieg in verschiedener Hinsicht und in unterschiedlichen Phasen das Werk Otto Hintzes rezipiert. In den 1950er Jahren wurde Hintze eher wenig beachtet, vereinzelt finden sich Hinweise bei Otto Brunner, Hermann Heimpel und Theodor Schieder. Nachdem die im Krieg erschienene Erstausgabe der Hintzeschen Abhandlungen von Fritz Hartung wenig Resonanz gefunden hatte, wurde die erheblich erweiterte dreibändige Neuedition durch Gerhard Oestreich in den 1960er Jahren breit aufgenommen. Neben Oestreich und Schieder trieben die emigrierten Meinecke-Schüler Dietrich Gerhard und Felix Gilbert die Rezeption Hintzes voran. Insbesondere Gilbert inspirierte mit seiner Übersetzung von 1975 die angloamerikanische Forschung. Zudem war es vor allem die sich entwickelnde deutsche Sozialgeschichtsschreibung um Hans-Ulrich Wehler und Jürgen Kocka, die Hintze neben Max Weber als Ahnherrn reklamierte. Die Verknüpfung von Verfassungs- und Sozialgeschichte erfuhr nachdrückliches Lob, die typologisch-vergleichende Methode wurde hervorgehoben und auch die epochen- wie fächerübergreifende Sichtweise Hintzes fand Beachtung.

## Werke (Auswahl)
- Das Königtum Wilhelms von Holland, Veit, Leipzig 1885.
- Die Preußische Seidenindustrie im 18. Jahrhundert und ihre Begründung durch Friedrich den Großen, 3 Bände, Parey, Berlin 1892.
- Über individualistische und kollektivistische Geschichtsauffassung. In: Historische Zeitschrift. Band 78, 1897, S. 60–67.
- Einleitende Darstellung der Behördenorganisation und allgemeinen Verwaltung in Preußen beim Regierungsantritt Friedrichs II., Parey, Berlin 1901 (= Acta Borussica. Band 6,1).
- Staatsverfassung und Heeresverfassung. Vortrag gehalten in der Gehe-Stiftung zu Dresden am 17. Februar 1906, v. Zahn u. Jaensch, Dresden 1906.
- Historische und politische Aufsätze, 10 Bände, Deutsche Bücherei, Berlin 1908.
- Das monarchisches Prinzip und die konstitutionelle Verfassung. In: Preußische Jahrbücher, Band 144, 1911, S. 381–412.
- Die englischen Weltherrschaftspläne und der gegenwärtige Krieg, Verlag Kameradschaft, Berlin 1914.
- Die Hohenzollern und ihr Werk – 500 Jahre vaterländische Geschichte, Parey, Berlin 1915.
- Deutschland und der Weltkrieg, 2 Bände, Teubner, Leipzig u. a. 1916.
- Wesen und Verbreitung des Feudalismus (= Sitzungsberichte der Preußischen Akademie der Wissenschaften), de Gruyter, Berlin 1929.
- Beamtentum und Bürokratie (Nachdruck der 3 Arbeiten: Der Beamtenstand [Vortrag in der Gehe-Stiftung 1911], Der Commissarius und seine Bedeutung in der allgemeinen Verwaltungsgeschichte [1910] und Die Entstehung der modernen Staatsministerien [1908]), hrsg. von Kersten Krüger, Vandenhoeck & Ruprecht, Göttingen 1981 (= Kleine Vandenhoeck-Reihe. Band 1473).
- Gesammelte Abhandlungen in 3 Bänden. Hrsg. von Gerhard Oestreich. Vandenhoeck und Ruprecht, Göttingen (teilw. erweiterte Ausgaben gegenüber Hartung, Hrsg., Koehler & Amelang, Leipzig 1941–1943).

1. Staat und Verfassung. Gesammelte Abhandlungen zur allgemeinen Verfassungsgeschichte. Einleitung von Fritz Hartung, 1962.[6]
2. Soziologie und Geschichte. Gesammelte Abhandlungen zur Soziologie, Politik und Theorie der Geschichte. Einleitung des Hrsg., 1964.[7]
3. Regierung und Verwaltung. Gesammelte Abhandlungen zur Staats-, Rechts- und Sozialgeschichte Preußens. Personen- und Sachregister zu Band 1–3. Einleitung des Hrsg., 1967.[8]

- Giuseppe di Constanzo, Michael Erbe, Wolfgang Neugebauer (Hrsg.): Allgemeine Verfassungs- und Verwaltungsgeschichte der neueren Staaten. Fragmente (= Palomar Athenaeum. Band 17). Neapel 1998.
- Mit Hedwig Hintze: „Verzage nicht und laß nicht ab zu kämpfen …“ Die Korrespondenz 1925–1940. Bearbeitet von Brigitta Oestreich. Hrsg. v. Robert Jütte, Gerhard Hirschfeld. Klartext, Essen 2004, ISBN 3-89861-142-6.